# Klashnekoff
Darren Kandler (* 1975 in Hornsey, London), besser bekannt als Klashnekoff, Ricochet Klashnekoff, K-Lash, Son of Niah, The Black Russian oder Freedom Fighter, ist ein britischer Rapper aus dem Londoner Stadtteil Hackney.

## Hintergrund
Über ihn selbst und seinen Hintergrund ist wenig bekannt. Sicher ist nur, dass seine Eltern aus Jamaika stammen und er selbst zwei Söhne hat. Als Erklärung für seinen Künstlernamen gibt er manchmal vor, aus Russland zu stammen, was jedoch nicht der Wahrheit entspricht.

## Pseudonyme
Kandler benutzt mehrere Pseudonyme. Sein wohl bekanntestes Alter Ego ist „Klashnekoff“, manchmal auch mit dem Beinamen „Ricochet“. Ricochet ist das französische Wort für „Querschläger“. Er wählte diesen Namen, um auszudrücken, dass man „nicht weiß, wo er herkommt, aus welcher Richtung er kommt“.
„Klashnekoff“ ist eine Anspielung auf die AK-47, besser bekannt als „Kalaschnikow“. Sie ist das Symbol vieler Unabhängigkeitsbewegungen, unter anderem ist sie auf der Flagge von Mosambik abgebildet. Da Kandler sich selbst als „Freiheitskämpfer“ (englisch: freedom fighter, ein weiterer seiner Spitznamen) bezeichnet, wählte er diesen Namen.

## Musik
Kandler begann bereits im Alter von zehn Jahren, eigene Rhymes zu schreiben. Ursprünglich wollte er Schauspieler werden, ließ diesen Gedanken aber für die Musik fallen. Zusammen mit einigen befreundeten Rappern gründete er die Gruppe Terra Firma, mit denen er seit 2001 mehrere Tracks produzierte. 2004 veröffentlichte er einige seiner Songs als Album mit dem Namen The Sagas of ... Klashnekoff, was ihn im Vereinigten Königreich schnell bekannt werden ließ.
DJ Skully brachte 2005 eine Mix-Compilation namens Focus Mode heraus, die die vorher aufgenommenen und eher unzusammenhängenden Tracks von Klashnekoff „zu einem Ganzen verschmilzt“.
2007 folgte das Album Lionheart: Tussle with the Beast, produziert von Joe Buddha.
Im Mai 2010 erschien sein Album Back to the Sagas.

## Diskographie
- The Sagas Of ... (2004) – Kemet
- Focus Mode (2005) – Altered Ego
- Lionheart: Tussle with the Beast (2007) – Riddim Killa
- Back to the Sagas (2010)